# Giulio Panconcelli-Calzia
Giulio Panconcelli-Calzia (Roma, 4 de octubre de 1878 - Hamburgo, 25 de octubre de 1966) fue fonetista y profesor en la Universidad de Hamburgo. 
Después de graduarse de la escuela secundaria en Roma en 1896, estudió Filología, especialmente árabe, en la Universidad de Roma entre 1897-98. Desde 1898 trabajó como profesor de idiomas en Kassel. A partir de 1900 estudió en Marburgo, Gotinga y Berlín. 
En 1902 el fisiólogo Paul Schultz despertó su interés por la fonética con la conferencia “Physiologie der Stimme und Sprache” (en español, Fisiología de la voz y el lenguaje). En 1904 se doctoró con Jean-Pierre Rousselot en París. En 1910 Carl Meinhof lo llevó al Instituto Colonial de Hamburgo para apoyar la fonética experimental. En 1913 organizó el 1º Congreso Internacional. 
Al año siguiente adquirió la ciudadanía alemana. Durante la Primera Guerra Mundial trabajó en una sala de Hamburgo para heridos de guerra en el campo de la fonética patológica.  
En 1917 recibió el título de profesor. Después de fundar la Universidad de Hamburgo, se graduó como profesor en 1920 para la asignatura de fonética y en 1922 se convirtió en asociado regular. En esos años recibe el alumno español, Amado Alonso, futuro lingüista. 
Profesor designado y director del laboratorio de fonética. En 1934 fundó allí un internado para niños con problemas del habla. En noviembre de 1933 firmó la declaración del profesorado alemán a favor de Adolf Hitler. 
En 1947 se jubila y en 1960 recibe la Gran Cruz Federal al Mérito . 
Panconcelli-Calzia vio la fonética como una ciencia natural pura sin ninguna referencia a la fonología lingüística. Fue solo su alumno de Otto von Essen quien unió ambos puntos de vista. 